# Windmill-arrest
Het arrest Staat/Windmill, beter bekend als het Windmill-arrest (HR 26 januari 1990, NJ 1991/393), is een arrest van de Nederlandse Hoge Raad dat betrekking heeft op een vordering uit onrechtmatige daad door de Staat.

## Casus
Windmill Holland BV is eigenaar van een fabriek die fosfaathoudende meststoffen produceert. Jaarlijks loost Windmill een hoeveelheid afvalgips in slurryvorm in de Nieuwe Waterweg. Het afvalgips is aan te merken als niet-zuurstofbindende stof. Windmill heeft de hiervoor benodigde vergunningen. Er hoeft niet extra te worden gebaggerd.
De Wet verontreiniging oppervlaktewateren (WVO) bood de mogelijkheid om een heffingsregeling vast te stellen die lozingen zou belasten met een publiekrechtelijke financiële heffing. Omdat zo'n regeling nog niet was vastgesteld, wilde de Staat als eigenaar van de Nieuwe Waterweg de lozingen alleen toestaan met een "privaatrechtelijke vergunning" tegen betaling van een jaarlijkse vergoeding van f 1,25 per kubieke meter geloosd slurry.

De Staat heeft tegen Windmill een verbod gevorderd de gipsslurry te lozen of doen lozen op de Nieuwe Waterweg, zolang Windmill niet in het bezit is van een door de Staat als eigenaar van de Nieuwe Waterweg te verlenen "privaatrechtelijke vergunning" tot het gebruik van dit water tegen een jaarlijkse vergoeding van f 1,25 per kubieke meter geloosd gipsslurry.
Daarbij heeft de staat zich op het standpunt gesteld dat er tegen die lozingen op zichzelf geen bezwaar bestaat, maar dat het hem erom gaat voor die lozingen evenbedoeld bedrag in rekening te brengen. [HR r.o. 3.1]

## Procesgang
De vordering van de Staat is door de rechtbank afgewezen. Dit vonnis is in hoger beroep door het hof bekrachtigd. Het cassatieberoep is verworpen.

## Hoge Raad

### Rechtsvraag en maatstaf
Mag de overheid, wanneer haar ter behartiging van bepaalde belangen bij een publiekrechtelijke regeling bevoegdheden zijn toegekend, die belangen ook behartigen door gebruik te maken van haar krachtens het privaatrecht toekomende bevoegdheden?
De Hoge Raad overwoog:

3.2

(...) Het gaat hier om de vraag of de overheid,
ingeval haar bij een publiekrechtelijke regeling ter behartiging van zekere belangen bepaalde bevoegdheden zijn toegekend,
die belangen ook mag behartigen door gebruik te maken van haar in beginsel krachtens het privaatrecht toekomende bevoegdheden,
zoals aan het eigendomsrecht ontleende bevoegdheden, de bevoegdheid overeenkomsten naar burgerlijk recht te sluiten
of de bevoegdheid een vordering op grond van een jegens haar gepleegde onrechtmatige daad bij de burgerlijke rechter in te stellen. 

Wanneer de betrokken publiekrechtelijke regeling daarin niet voorziet, is voor de beantwoording van deze vraag beslissend of gebruik van de privaatrechtelijke bevoegdheden die regeling op onaanvaardbare wijze doorkruist.
Daarbij moet onder meer worden gelet op inhoud en strekking van de regeling (die mede kan blijken uit haar geschiedenis) en op de wijze waarop en de mate waarin in het kader van die regeling de belangen van de burgers zijn beschermd, een en ander tegen de achtergrond van de overige geschreven en ongeschreven regels van publiek recht.
Van belang is voorts of de overheid door gebruikmaking van de publiekrechtelijke regeling een vergelijkbaar resultaat kan bereiken als door gebruikmaking van de privaatrechtelijke bevoegdheid, omdat, zo zulks het geval is, dit een belangrijke aanwijzing is dat geen plaats is voor de privaatrechtelijke weg.

### Beslissing
De Hoge Raad heeft beslist dat de Staat niet langs privaatrechtelijke weg een vergoeding mocht bedingen, nu de WVO deze mogelijkheid ook bood. De Hoge Raad overwoog:

3.4

Een en ander noopt tot de slotsom dat de regeling van de Wet verontreiniging oppervlaktewateren op onaanvaardbare wijze zou worden doorkruist wanneer de Staat (...) op grond van zijn eigendom van dat water bevoegd zou zijn om die lozing afhankelijk te stellen van zijn al dan niet, of eventueel slechts tegen betaling te verlenen toestemming. (...)
3.6

(...) dat de Staat, wanneer hij, zoals hier aan Windmill, op grond van de Wet verontreiniging oppervlaktewateren een vergunning tot lozing van bepaalde stoffen in de Nieuwe Waterweg heeft verleend, ook in zijn hoedanigheid van eigenaar van de Nieuwe Waterweg heeft te dulden dat die stoffen door de vergunninghouder worden geloosd.

## Relevantie
- De maatstaf van het Windmill-arrest is bevestigd en nader uitgewerkt in latere arresten, waaronder het arrest Kunst- en Antiekstudio Lelystad[1].
- Zie ook de noot onder het arrest De Pina/Helmond[2].